# Art actuel
 (avril 2016).
Si vous disposez d'ouvrages ou d'articles de référence ou si vous connaissez des sites web de qualité traitant du thème abordé ici, merci de compléter l'article en donnant les références utiles à sa vérifiabilité et en les liant à la section « Notes et références ».
Art Actuel est un magazine bimestriel français consacré à l'actualité des arts contemporains.

## Art contemporain
Le magazine Art Actuel, consacré à l'art contemporain international, a été créé en 1999, après un premier numéro test à l’automne 1998, avec une Marlyn Monroe d'Andy Warhol en couverture. Jean-Pierre Frimbois, le directeur éditorial (créateur aussi du magazine de cinéma Première), est à l’origine de la conception générale de cette nouvelle publication d'art. La couverture de ce premier numéro fut consacrée à Jean-Michel Basquiat. Gilles Barissat était l'éditeur du départ.
La philosophie générale du magazine a toujours été d’opérer une juste balance entre textes et images et d’aborder l’actualité de l’art contemporain sous un angle élargi : de la peinture aux nouvelles technologies en passant par la sculpture, l'installation, la performance, la photographie, la vidéo, le design ou l’architecture.
Un second principe a été de ne pas considérer l’âge de l’artiste et de s’intéresser aussi bien à la jeune génération qu’à des artistes confirmés, sur le plan national et international. Si dans les premières années, la part consacrée à l’art du XXe siècle est importante, au fil des parutions, les artistes contemporains vivants ont constitué la partie rédactionnelle fondamentale.
Des artistes contemporains comme Mariko Mori, Philippe Starck, Sam Taylor-Wood, Andreas Gursky, Anish Kapoor, Pierre et Gilles, Shirin Neshat, Damien Hirst, Oleg Kulik, Cecily Brown, Miguel Chevalier, Maurizio Cattelan, Jan Fabre, Takashi Murakami ou Matthew Barney, pour ne citer que ceux-là, peuvent être considérés comme emblématiques de la politique rédactionnelle du magazine qui, par ailleurs aura été très présent concernant  les principaux artistes de la Figuration narrative ou ceux de la Figuration libre, notamment Robert Combas. Maurizio Cattelan, Jeff Koons, Takashi Murakami, Richard Prince Anselm Kiefer, Cindy Sherman ou Andreas Gursky ont été aussi rencontrés.
.